# HXMM01
Template:Userspace draft
HXMM01，更為人所知的名稱是1HERMES S250 J022016.5−060143，是一個 星驟增星系，位置在鯨魚座的西北部它在2013年被加利福尼亞大學歐文分校的一個團隊發現，實際上HXMM01只是兩個碰撞中的母星系中恆星仍在誕生的最亮、光度最高，和富含在次毫米波段上最明亮氣體的合併星系的部份。當合併全部完成後，HXMM01將迅速演化成質量大約是銀河系四倍的巨大橢圓星系。在2013年，已經觀察出每年在HXMM01大約有2,000M☉的恆星誕生，這是一般典型星系恆星誕生速率的10倍；更遠超過銀河系的每年0.68至1.45 M☉。

## 觀測的歷史
在加利福尼亞大學歐文分校，由Asantha Cooray 領導的一個團隊最早從赫歇耳太空望遠鏡的HerMES儀器的觀測資料中檢測出HXMM01和其特徵。起初，它們注意到一個"令人驚嘆、明亮的氣泡"出現在宇宙中寒冷的區域中，透過廣泛的觀察電磁頻譜之後，顯示這個星系是一個非常明亮的次毫米波星系(SMG)。分析的資料在2013年的5月發表至少是銀河系質量10倍的一對星系顯示正在合併。。

## 物理性質
質量至少是銀河系10倍的 HXMM01位在紅移 2.307（在λ-CDM宇宙論模型中相當於110億光年的距離），並不具備典型SMG的各種性質。例如，塵埃的溫度是相對較高的55k，比在相似紅移的恆星形成星系的平均溫度35K高了36%。由於這極高的溫度，使得HXMM01中的恆星形成非常有效率，使得這個星系有相對而言較高的3.2×1013 L☉紅外線亮度。
HXMM01有著極高的恆星誕生速率，大約是每年2,000 M☉，這將導致新生的星系在大約2億年的時間內就會耗盡所有的氣體塵埃。雖然我們已經透過對矮橢圓的形成過程，觀測分析了低質量星系的氣體密度，這項觀對巨大橢圓星系形成的觀念有深遠的影響，直到發現了HXMM01才對巨大橢圓星系的形成不再閃避。在分析了HXMM01的快速恆星形成，發現的團隊推斷出巨大橢圓星系大約形成在宇宙紅移1.5的時期，相對應的距離（和因此觀測的星系年齡）大約是40億年。

## 註解
1. ↑  使用Fourmilab 虛擬望遠鏡推斷的赤經和赤緯。
2. ↑  典型星系是指質量和演化階段像HXMM01這樣的星系，而不是在整個宇宙中或是相較於像銀河系這樣的星系。
3. ↑  Computed based on: E. L. Wright. . Publications of the Astronomical Society of the Pacific. 2006-12-13, 118 (850): 1711–1715  [2018-04-02]. ISSN 1538-3873. doi:10.1086/510102. （原始内容存档于2018-07-02） （英语）.

## 外部連結
- Herschel official website（页面存档备份，存于）
- Your Sky by Fourmilab（页面存档备份，存于）